# Liste des Australiens lauréats du prix Nobel
Cet article dresse la liste des personnalités australiennes ayant été récompensées par un prix Nobel.

## Prix Nobel de physique
- 1915 : William Lawrence Bragg[1]

## Prix Nobel de chimie
- 1975 : John Warcup Cornforth[2]

## Prix Nobel de littérature
- 1973 : Patrick White[3]

## Prix Nobel de physiologie ou médecine
- 1945 : Howard Walter Florey[4]
- 1960 : Frank Macfarlane Burnet[5]
- 1963 : John Carew Eccles[6]
- 1996 : Peter Doherty[7]
- 2005 : J. Robin Warren[8]
- 2005 : Barry J. Marshall[8]